# Debate sobre o aborto
O aborto é um tema de corrente debate na sociedade. Ele refere-se às discussões e controvérsias que envolvem a situação moral, ética e legal da prática. Nessa discussão, existem dois grupos bem definidos e que defendem lados opostos sobre o assunto, são eles: os pró-vida, que vão contra a prática do aborto, pedido, às vezes, a sua proibição completa embasados na ideia de que o feto é uma pessoa e deve ter os mesmos direitos de qualquer outro cidadão; e os pró-escolha, que defendem o direito das mulheres de decidirem o que é melhor para si, liberdade individual, podendo ter poder sobre o seu próprio corpo. Cada movimento tem, com resultados variáveis, procurado influenciar a opinião pública para obter apoios para seu posicionamento e poder assim modificar a legislação.

## Visão global
Na Antiguidade, o aborto, juntamente com o infanticídio eram práticas comuns e visavam o planejamento familiar, a escolha de sexo e o controle populacional. Raramente essa decisão levava em conta a vontade da mãe ou a ética do ato. Embora sempre legal, a moralidade do aborto assim como do abandono e assassinato de crianças, foi algumas vezes discutidos. Nessas discussões, surgiram questionamentos que se arrastam até hoje sem consenso, tais como a existência de alma ou predestinação, o início da vida e da personalidade humana.
Embora a prática do infanticídio tenha sido quase totalmente abandonada como planejamento familiar, o abandono de crianças e o aborto continuam a ser praticados e sua moralidade, ética e consequências discutidas.

## Legislação
A legislação sobre o aborto aborda de formas diferentes a questão. Alguns países aceitam o aborto até à décima segunda semana de gravidez e o tem como um direito previsto em lei. Alguns países tem leis contraditórias ou que valem apenas para algumas regiões do país, não tendo uma legislação clara e específica sobre o assunto, como é o caso do aborto no México, em que o aborto é oferecido pelo Estado na Cidade do México e proibido noutros estados do país.

### Brasil
No Brasil, o aborto é considerado crime em quase todos os casos, não sendo entretanto punido se realizado pelo médico em duas circunstâncias: se a gestação foi originada por meio de um estupro ou se não há outro meio de salvar a vida da mulher, caracterizando gravidez de risco. No país, há grande mobilização contra o aborto, por causa de sua maioria cristã, que condena a prática sob o argumento de que a vida do indivíduo começa na fecundação. Por algumas vezes, já se foi tentado fazer um plebiscito para consultar a população, mas sempre sob fortes críticas, nenhum projeto desenvolveu-se significativamente.
Em abril de 2012, o Supremo Tribunal Federal decidiu que o aborto de fetos anencéfalos também não constitui crime, aceitando que o feto, nestas condições, é um natimorto cerebral, de acordo com a medicina.

### Portugal
Em Portugal, assim como na maioria dos países da Europa, a interrupção voluntária da gravidez é livre até à décima semana de gestação, e é possível legalmente em situações específicas após este prazo. O procedimento pode ser realizado pelo Serviço Nacional de Saúde ou em clínicas privadas. Fora destas circunstâncias a prática é criminalizada.

## Opinião Pública
Alemanha: Segundo o Estudo Europeu de Valores da Fundação BBVA, 65% dos alemães eram favoráveis a interrupção voluntaria da gravidez, outros 33% discordam e outros 2% não responderam
Argentina: Uma pesquisa feita pela Universidad de San Andrés, mostrou que 43% dos argentinos concordam com a legalização do aborto, enquanto outros 51% são contra, 82% dos entrevistados concordam com o aborto em casos de estupro e em casos de risco a saúde da mulher, os contrários ao aborto nesses cenários são 15% e 13% respectivamente
Austrália: Segundo uma pesquisa da Studies Centre em 2019, 58% dos australianos acham que uma mulher deve sempre poder obter um aborto por escolha pessoal
Bélgica: Em uma pesquisa realizada pelo Centre d'action laïque, 75,4% dos belgas concordam que o aborto não deve ser um crime, 16,6% discordam, 5,7% disseram que não são a favor nem contra e 2,3% não puderam ou não quiseram responder
Brasil: Uma pesquisa realizada pelo Poder360 em 2021, mostra que 58% dos brasileiros são contra a legalização da prática do aborto no Brasil, os que são a favor da legalização somam 31%, outros 11% não sabem ou não responderam e em 2022 uma pesquisa do Ipec encomendada pela globo em 2022 indicou que 70% dos brasileiros são contra a legalização da prática do aborto no Brasil, 20% são a favor, e 10% não são a favor nem contra ou não souberam responder
Bielorrússia: Uma pesquisa da Chatham House, mostrou que 31,7% dos bielorrussos dizem que o aborto devem ser permitidos em qualquer caso, 42,8% que o aborto deve ser permitido na maioria dos casos, 14,6% dizem que o aborto deve ser proibido na maioria dos casos, 7,4% não tem certeza, e por fim, apenas 3,5% são contra o aborto em qualquer caso
Canada: Uma pesquisa da DART & Maru/Blue Voice Canada, descobriu que 75% dos canadenses estão satisfeitos com a legislação do aborto no País, a pesquisa também mostrou que 91% dos canadenses concordam com o aborto em casos de estupro
EUA: Uma pesquisa da Gallup em 2018, mostrou que 45% dos americanos concordam com o aborto em qualquer caso que a mulher quiser, outros 53% discordam e 2% não opinaram, a aceitação é maior em casos de estupro, onde 77% concordam com o aborto, contra 21% que são contrários e outros 2% que não opinaram, e em casos de risco a vida da mãe, onde 83% concordam, 15% são contra e 2% não opinaram Um outro levantamento feito pela NORC at the University of Chicago em 2021, mostrou que 49% dos americanos concordam com o aborto em qualquer caso que a mulher quiser, 74% em casos de má-formação fetal, 84% quando a gravidez é resultado de um estupro e 87% quando a gravidez ameaça a saúde da mulher
Espanha: Segundo o Estudo Europeu de Valores da Fundação BBVA, 66% dos espanhóis estão a favor que o aborto seja permitido em quando a mulher quiser, outros 32% discordam, e 2% não opinou
França: Segundo a Le Figaro, em 2014, 75% dos Franceses concordam com a interrupção voluntária irrestrita da gravidez, um aumento de 27% em relação a 1974
Grã-Bretanha: Uma pesquisa da ComRes com mais de 2.000 adultos na Grã-Bretanha mostrou que 72% do público acha que o aborto deve continuar como está, incluindo a exigência de obter o consentimento de dois médicos e não permitir o aborto após 24 semanas, a menos que o feto tenha má-formação ou a vida da mãe em perigo, somente 12% discordaram.
Itália: Segundo uma pesquisa da SWG, 75% dos italianos são contra em revogar a lei do aborto vigente no país, 20% concordam e 5% não responderam.
Irlanda: Na Irlanda foi feito um referendo para legalizar o aborto no país, 66,4% dos Irlandeses votaram a favor do projeto, outros 33.6% foram contra
Rússia: Uma pesquisa da TASS mostrou que 70% dos russos eram contra a medida de retirar a lei do aborto no país, apenas 21% apoiavam a ideia.
Republica Tcheca: Em maio de 2019, em uma pesquisa regular, o Center for Public Opinion Research mostrou que 68% dos tchecos concordam que o aborto deve ser uma decisão da mulher em qualquer caso, 19% acham que o aborto só deve ser permitido levando-se em consideração as considerações sociais e de saúde do feto e da mulher, 7% acham que o aborto deve ser permitido apenas se a vida da mãe estiver em risco, 3% acham que o aborto deve ser proibido por completo e outros 3% não sabiam ou não queriam opinar
Hungria: Um levantamento nacional feito no país em 2013, mostrou que 69% acham que o aborto pode ser permitido quando a mulher quiser, contra 23% que discordam, outros 8% não opinaram
México: Uma pesquisa do El Financiero/Nación321, mostrou que 32% dos mexicanos são a favor da descriminalização do aborto no país outros 63% discordam
Países Baixos: Pesquisadores da Universidade de Tilburg em 2019, fizeram uma pesquisa com 7 mil holandeses, 8,1% das pessoas na casa dos 20 anos e até 11,5% das pessoas na casa dos 30 anos acham que o aborto raramente é justificável, para aqueles na casa dos cinquenta e sessenta anos, essa porcentagem é um pouco acima de 7 por cento
Polônia: Um levantando da Gazeta Prawna, mostrou que 87,7% dos poloneses concordam que o aborto deva ser legal quando a gravidez ameaça a vida da mãe, 82,1% quando é de um estupro e 79% quando ameaça a saúde da mãe, 77% quando é resultado de um incesto, 74,6% em casos de má-formação fetal, 65,5% quando o feto for diagnosticado com sindrome de down, 24,3% quando quando a mãe é menor de idade e 23,7% quando a mulher simplesmente não quer ter um filho
Nova Zelândia: Em março de 2019, 69,9% dos entrevistados em uma pesquisa da Newshub apoiavam a descriminalização do aborto, outros 23,6% eram contra, e 6,5% não opinaram
Zâmbia: Em 2016, uma pesquisa com mulheres em três províncias na Zâmbia, mostrou que 47% concordam que a mulher deve ter o direto de decidir se continua uma gestação, outras 48% discordam e 5% não opinaram